# Netzer Sereni
Netzer Sereni (in ebraico נֵצֶר סֶרֶנִי‎?) è un kibbutz nel centro di Israele. Situato nella Shfelah tra Be'er Ya'akov e Ness Ziona, rientra sotto la giurisdizione del consiglio regionale di Gezer. Nel 2019 aveva una popolazione di 882 abitanti.

## Storia
Il kibbutz di Netzer Sereni fu fondato nel 1948 da sopravvissuti all'Olocausto liberati dal campo di concentramento di Buchenwald, che vi si erano stabiliti nel 1945 chiamando il luogo "Kibbutz Buchenwald", collettività agricola progettata per preparare gli ebrei alla vita in Palestina, il primo gruppo di questo tipo di Hakhshara fondato in Germania dopo la guerra. Il kibbutz è stato fondato sui terreni del villaggio palestinese spopolato Bir Salim.
I fondatori erano sopravvissuti all'Olocausto e il villaggio fu inizialmente chiamato Kibbutz Buchenwald come il campo di concentramento in cui erano stati detenuti molti dei suoi fondatori. Il nome è stato successivamente cambiato in Netzer. Successivamente il kibbutz fu chiamato Netzer Sereni in onore di Enzo Sereni, un intellettuale ebreo italiano, leader sionista e ufficiale della Brigata ebraica. Sereni è stato uno dei fondatori di Givat Brenner, paracadutato nell'Italia occupata dai nazisti durante la seconda guerra mondiale, dove venne catturato dai tedeschi e giustiziato nel campo di concentramento di Dachau; in ebraico netzer significa germoglio, sparo o ramo.
Tra il 1948 e il 1951 una separazione politica nazionale tra i due partiti sindacali, Mapam e Mapai, portò a una scissione all'interno del movimento dei kibbutz. Nel 1952 120 membri del Mapai del kibbutz di Givat Brenner si staccarono per ragioni ideologiche e si trasferirono nel kibbutz di Netzer.